# Моніно
Мо́ніно (рос. Монино) — селище міського типу у складі Щолковського міського округу Московської області, Росія.

## Історія
Селище почалося з невеликого хутора, власником якого був Монін. Від хутора проходила просіка до Нижньогородського шосе. Ця лісосіка використовувалася для заготівлі шпал у Богородському повіті.
1926 року на роз'їзді Моніно проживало лише близько 30 осіб, 1959 року вже 10,8 тисяч чоловік.
1926 року потрібен був аеродром для важких великорозмірних літаків ТБ. Було вирішено створити потужну авіабазу неподалік від Москви, і саме в Моніно для цього відвели ділянку. За три роки тут вирубали кілька сотень гектарів лісу, викорчували пні і чагарники, вирівняли поверхню і залили бетоном дві злітно-посадкові смуги завдовжки по 750 метрів, побудували рульові доріжки з червоної цегли. У будівництві авіабази брали участь п'ять тисяч людей різних спеціальностей і близько тисячі селян, мобілізованих зі своїм гужовим транспортом і домашніми інструментами. Одночасно зі злітно-посадковими смугами будувалися великі ангари, службові будівлі і житлове містечко.
Начальником ВПС РСЧА 1926 року був Яків Алксніс. Він приділяв монінському гарнізону багато уваги, допомагав у постачанні та укомплектуванні тут першої бригади важких бомбардувальників. Будівництво авіабази ще тривало, коли 1930 року льотчик Михайло Громов почав випробування нового важкого чотиримоторного суцільнометалевого літака ТБ-3. Багато групових далеких перельотів ТБ-3, а потім і ДБ-3, було здійснено саме з аеродрому в Моніно. Тут був сформований авіаполк далеких розвідників. У серпні 1941 року звідси вилітали на бомбардування Берліна.
У селищі розташована Військово-повітряна ордена Кутузова академія імені Ю. О. Гагаріна, наказ про створення якої було підписано народним комісаром 29 березня 1940 року. За 60 років академія підготувала кілька тисяч командирів і авіаційних фахівців. У різні роки тут навчалися офіцери з Болгарії, Польщі, Югославії, Албанії, Угорщини, колишньої НДР, Румунії, Монголії, Китаю, КНДР, В'єтнаму, Куби, Алжиру, Лаосу, Сирії.
У селищі є єдиний в Росії Музей Військово-Повітряних Сил. На початку 1930-их років на цьому місці був комплекс споруд для ремонту авіаційної техніки, у який входили аеродром і майстерні. Комплекс проіснував до 1956 року. 1958 року було прийнято рішення про створення Музею Військово-повітряних сил країни. 23 лютого 1960 року музей прийняв перших відвідувачів. Серед відвідувачів багато іноземних туристів. У травні 1993 року Музей ВПС прийнятий до Міжнародної ради музеїв (ІКОМ), а в червні 2000 року, відповідно до постанови уряду Російської Федерації, він став самостійним.
Мало відомий поки розташований у селищі Музей продовольчої служби. Тут можна побачити унікальні експонати: від казанків і майна квартирмейстерів до сучасних похідних котлів, кухонь, їдалень, хлібозаводів, млинів, м'ясопунктів, холодильних засобів, зразків пайків, включно з космонавтським.

## Населення
Населення — 22821 особа (2010; 20017 у 2002).

## Транспорт
У селищі розташована залізнична станція Моніно на сполучній гілці Митищі — Фрязево Ярославського напрямку. Територією Військового містечка проходить залізнична гілка, що з'єднана з залізничною лінією Фрязево — Митищі.
Є автобусне сполучення з містами Москва, Ногінськ, Щолково, Стара Купавна, Лосино-Петровський. Внутрішньоміських маршрутів немає.